# بوبي ودروف
بوبي ودروف (بالإنجليزية: Bobby Woodruff)‏ هو مدرب كرة قدم ولاعب كرة قدم بريطاني، ولد في 9 نوفمبر 1940 في Highworth ‏ في المملكة المتحدة. لعب مع سويندون تاون وكارديف سيتي وكريستال بالاس ونيوبورت كونتي ووولفرهامبتون واندررز.